# 欧洲荚蒾

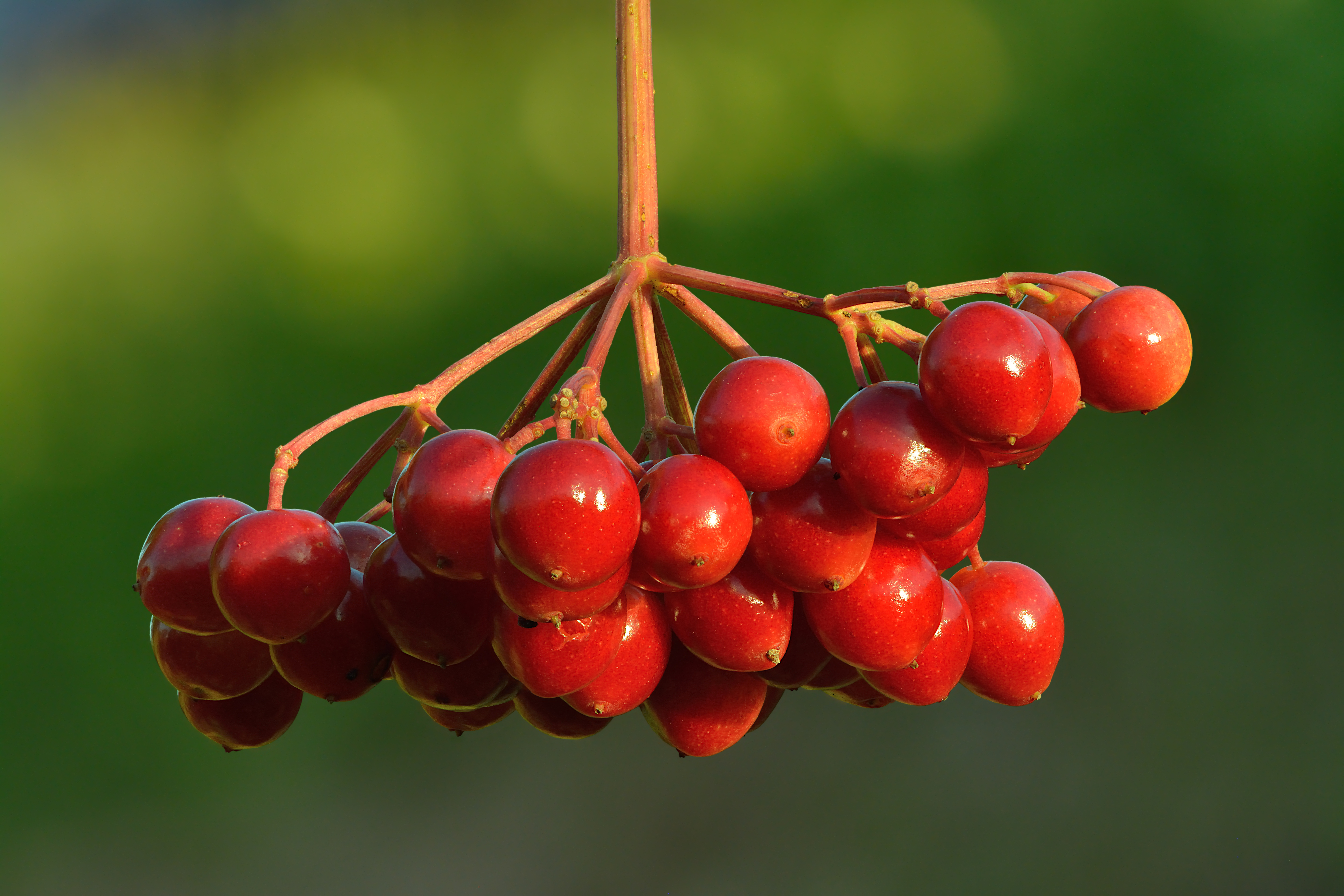
欧洲荚蒾的果实

歐洲莢蒾（學名：Viburnum opulus，别名歐洲瓊花、歐洲雪球）为五福花科荚蒾属的一種落葉灌木，高4—5米（13—16英尺），原產於歐洲、北非和中亞，後來作為觀賞植物引入世界其他地區。